# Wöhlerjeva sinteza
Wöhlerjeva sinteza je pretvorba amonijevega cianata v sečnino. To kemično reakcijo je leta 1828 opisal Friedrich Wöhler. Pogosto se navaja kot izhodišče sodobne organske kemije. Čeprav se Wöhlerjeva reakcija nanaša na pretvorbo amonijevega cianata, se ta sol pojavlja le kot (nestabilen) intermediat. Wöhler je v svoji izvirni publikaciji prikazal reakcijo z različnimi nizi reaktantov: kombinacijo izocianske kisline in amonijaka, kombinacijo srebrovega cianata in amonijevega klorida, kombinacijo svinčevega cianata in amonijaka ter s kombinacijo živosrebrovega cianata in cianatnega amonijaka (ki je spet cianova kislina z amonijakom).

## Spremenjene različice Wöhlerjeve sinteze
Reakcijo lahko dokažemo z raztopinama kalijevega cianata in amonijevega klorida, ki ju zmešamo, segrejemo in ponovno ohladimo. Dodaten dokaz kemijske transformacije dobimo z dodajanjem raztopine oksalne kisline, ki tvori sečninski oksalat v obliki bele oborine.
Druga možnost je, da reakcijo izvedemo s svinčevim cianatom in amonijakom. Dejanska reakcija, ki poteka, je reakcija solne metateze, pri čemer nastane amonijev cianat:
{\displaystyle {\ce {{Pb(OCN)2}+ {2NH3}+ 2H2O -> {Pb(OH)2}+ {2NH4(OCN)}}}}
Amonijev cianat razpade na amonijak in ciano kislino, ki nato reagirata v sečnino:
{\displaystyle {\ce {{NH4(OCN)}-> {NH3}+ HOCN <=> {(NH2)2CO}}}}
To kemično ravnovesje uravnovesi kompleksiranje z oksalno kislino.

### Razprave
Dvomljivo je, da je Wöhlerjeva sinteza sprožila propad vitalizma, ki trdi, da ima organska snov določeno vitalno silo, ki je skupna vsem živim bitjem. Pred Wöhlerjevo sintezo je delo Johna Daltona in Jönsa Jacoba Berzeliusa že prepričalo kemike, da se organske in anorganske snovi podrejajo istim kemijskim zakonom. Vitalizem podpore ni izgubljal do leta 1845, ko je Kolbe poročal o drugi anorgansko-organski pretvorbi (ogljikov disulfid v ocetno kislino). Raziskava iz leta 2000 je pokazala, da 90 % kemijskih učbenikov ponavlja eno izmed različic Wöhlerjevega mita.